# Mani pulite
Mani pulite («Mans netes») és un procés judicial italià dut a terme pel fiscal Antonio Di Pietro el 1992. El procés descobrí una extensa xarxa de corrupció que implicava tots els principals grups polítics del moment i diversos grups empresarials i industrials. El procés, que es conegué com a tangentopoli (tangente és "suborn" en italià), causà una gran commoció en l'opinió pública.
Aquest procés es desenvolupà en un context molt delicat de la política italiana, amb Bettino Craxi com figura destacada. Tot això desembocà el 30 d'abril del 1993 en gent que llançava monedes i bitllets.

## Bettino Craxi

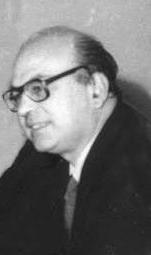
Bettino Craxi

Bettino Craxi fou un polític italià nascut el 24 de febrer del 1934 a Milà. Quan tenia 17 anys, s'afilià als joves socialistes del seu país i entrà al comitè oficial el 1957. El 1968 es convertí en diputat i el 1970 en vicepresident del Partit Socialista Italià. El 1976, gràcies a un cop amb moltes forces, es proclamà líder del partit.
El problema era que el partit no estava bé davant de la Democràcia Cristiana (DC) i el Partit Comunista Italià (PCI). Aleshores, intentà obrir un espai criticant els seus adversaris. També intentà establir un contacte molt important amb el poble i comunicar molt per imposar la seva política i la visió del seu partit polític a Itàlia.
El 1983 es convertí en president del Consell de Ministres en coalició i dirigí el govern més llarg de la República Italiana, de 1.058 dies.
Craxi fou un home divisiu. Algunes persones el sostingueren en la seva política i altres el desaprovaren perquè tenia molta autoritat i arrogància, i es posava en contra del Partit Comunista. D'altra banda, per donar suport al seu partit, Craxi practicava la corrupció i empitjorava el dèficit econòmic i el deute del país. La seva glòria no duraria gaire temps.
Craxi no entenia les noves reivindicacions del poble, que creia satisfetes. A més d'això, els jutges incrementaren tots els problemes de corrupció i els problemes que podia tenir Craxi. La justícia el condemnà a 27 anys de presó. Per evitar-ho, Craxi abandonà el seu càrrec de secretari nacional del PSI l'11 de febrer de l'any 1993 i se n'anà a Tunísia el 1994, fins a la seva mort el 2000.

## Context polític
La investigació "mans netes" (coneguda també amb el terme "tangentopoli"), dirigida inicialment per la Procuració de la República de Milà i posteriorment estesa a tota la península, es desenvolupava en un context polític de corrupció, extorsió i finançament il·legal dels partits polítics.
Hi estaven implicats ministres, diputats, senadors, empresaris i fins i tot els expresidents del Consell.

### Eleccions del 1992

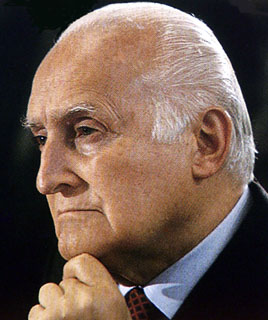
Oscar Luigi Scalfaro

Les eleccions de l'abril del 1992 es caracteritzaren per l'augment de l'abstenció i la indiferència de la població davant d'una política tancada que no havia sabut renovar-se malgrat els canvis històrics transcendentals en aquells anys. La disminució del consens afectà gairebé tots els partits grans: en especial la Democràcia Cristiana (DC) i els hereus del Partit Comunista dissolt: Partit Democràtic d'Esquerra (PDS) i el Partit de la Refundació Comunista (PCR) perderen molts seguidors.

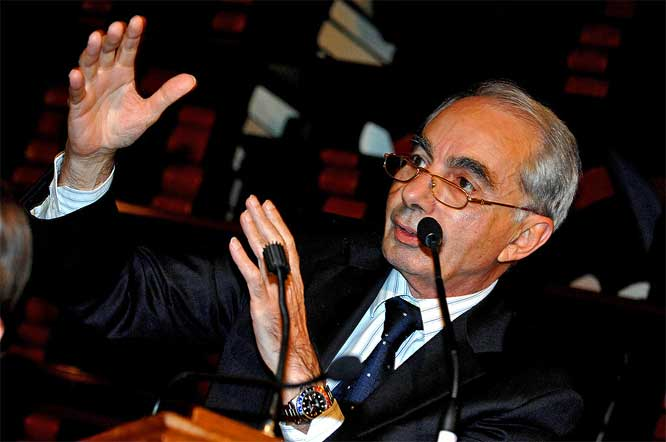
Giuliano Amato

Els vertaders guanyadors de l'elecció foren dos partits de recent fundació: la Lliga Nord i La Xarxa, el primer desenvolupat al nord d'Itàlia i el segon al sud.
El parlament que es formà fou dirigit pel format quadripartit per la Democràcia Cristiana (DC), el Partit Socialista Italià (PSI), el Partit Socialista Democràtic Italià (PSDI) i el Partit Liberal Italià (PLI). Tot i que el govern conservà la majoria absoluta, l'onada de detencions i citacions judicials contra diputats el debilità molt.
Al maig del mateix any, en un ambient de caos (en aquells dies fou assassinat el jutge Giovanni Falcone) fou elegit President de la República el democratacristià Oscar Luigi Scalfaro. Giuliano Amato es convertí en el nou president del Consell.

### Eleccions del 1993
A les eleccions locals del desembre del 1993 es confirmà la crisi dels partits tradicionals: DC i PSI perderen cadascun prop de la meitat dels vots. Aprofitant l'impuls de les creixents protestes populars, el govern Amato es comprometé a instar a la dimissió tots els diputats implicats en una investigació policial. Inevitablement, la investigació afectà molts ministres, per la qual cosa l'executiu arribà a un percentatge de renúncies sense precedents.
A les noves eleccions del juny del 1993, el quadripartit experimentà una gran caiguda: la Democràcia Cristiana perdé una altra vegada la meitat dels vots i el Partit Socialista pràcticament desaparegué. La Lliga Nord es convertí en la principal força política del nord d'Itàlia. L'oposició d'esquerra s'acostà a la majoria, però encara li mancava unitat i control.
El 5 de març, el govern aprovà una llei anomenada "decret Conso", per Giovanni Conso, el ministre de Justícia que proposà que es despenalitzés el finançament il·legal dels partits polítics. El decret contenia una llei retroactiva i, per tant, incloïa els acusats de "mans netes".
Després d'una gran mobilització dels mitjans de comunicació, Amato, el president de la República, es negà per primera vegada en la història a signar un decret llei.
En el referèndum del 18 d'abril, els electors votaren a favor de la introducció del sistema electoral majoritari. El govern d'Amato renuncià a governar el 21 d'abril.
El Parlament no aconseguí formar un nou govern polític: Scalfaro elegí encomanar la Presidència del Consell al governador del Banc d'Itàlia, Carlo Azeglio Ciampi, que formà un govern provisional, el primer en la història d'Itàlia.

### Eleccions del 1994
El 1994, Silvio Berlusconi entrà en política i a finals de març guanyà les eleccions. Amb l'inici de la nova legislatura s'acabà la immunitat parlamentària de Craxi, per qui s'emeté una ordre de detenció. Tanmateix, ja era massa tard, perquè Craxi ja era a Hammamet (Tunísia). El 21 de juliol del 1995 Craxi fou declarat oficialment fugitiu.

### 1995 i 1996
El 1995 fou l'any en què les acusacions contra el jutge Antonio Di Pietro assoliren el seu zenit. Entre finals del 1995 i principis del 1996, Di Pietro i els magistrats de la Fiscalia de Milà foren absolts de tots els càrrecs.
El 1996 hi hagué noves eleccions parlamentàries: el guanyador fou la coalició de centreesquerra L'Oliva. Romano Prodi esdevingué nou president del Consell i Di Pietro entrà al seu govern com a ministre d'Obres Públiques. Es retirà al cap d'uns mesos, ja afeblit per les noves acusacions. Finalment absolt el 1997, es presentà pel senat pel partit de centreesquerra i fou elegit.

## ProcésMani pulite

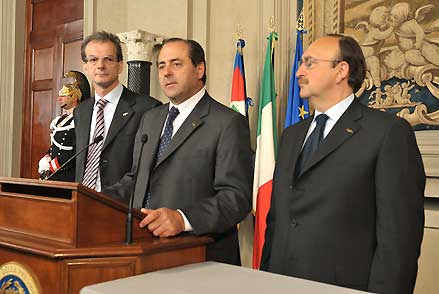
Antonio Di Pietro, al centre, en una sessió parlamentària

El punt de partida de la lluita contra la corrupció política italiana tingué lloc el 17 de febrer del 1992. Aquell dia, el procurador de Milà, Antonio Di Pietro, obtingué una ordre de detenció contra Mario Chiesa, membre del PSI. Chiesa fou detingut al seu despatx en el moment en què rebia un suborn de 7 milions de lires. Els diners provenien de mans de l'empresari Luca Magni, que, en complicitat amb Di Pietro, havia acudit a entregar la meitat dels diners que pretenia el dirigent del PSI per haver aprovat una concessió valorada en 140 milions de lires.
La notícia tingué molt de ressò als mitjans, per la qual cosa es pot considerar l'inici de tota una sèrie de detencions de polítics corruptes. Davant d'aquesta notícia, el líder del PSI, Bettino Craxi, feu declaracions en què negà tota existència d'una xarxa de corrupció a escala nacional, com sospitava la justícia i denunciaven els diaris.
Tanmateix, durant l'interrogatori de Chiesa, aquest confessà que la corrupció estava molt generalitzada i desenvolupada en l'àmbit polític. A més, aquestes investigacions aparegueren en un moment molt important perquè l'abril del 1992 se celebraven eleccions legislatives. Aquesta causa judicial s'anomenà "Tangentopoli" i hi hagueren de declarar aproximadament 4.000 empresaris i polítics de diversos partits.
El magistrat Di Pietro guardava totes les investigacions pendents. Les eleccions foren un caos per als grans partits. Un mes després tingué lloc l'elecció presidencial, en què sortí elegit Oscar Luigi Scalfaro. Quan prengué possessió de les seves funcions, indicà que rebutjava tota concessió als polítics sospitosos, i que deixava que la justícia exercís.
El jutge Giovanni Falcone (especialista antimàfia) fou assassinat el 23 de maig del 1992 (atemptat perpetrat per la màfia per enfrontar-se a la persecució). El 19 de juliol es produí un altre assassinat d'un magistrat antimàfia, Paolo Borsellino.
L'agost del 1992, Craxi atacà Di Pietro via el diari del seu partit polític. El 12 de setembre del 1992, un membre del PSI (Sergio Moroni) se suïcidà i deixà un escrit en què es reconeixia culpable de corrupció.
Fins al final de l'any 1992 i principis del 1993, es desenvoluparen altres temptatives per desestabilitzar els procuradors, però aquests tenien el suport d'una gran part dels ciutadans italians i dels mitjans de comunicació. Així, es dugueren a terme altres detencions i es va poder fer sortir a la llum una xarxa molt estesa de corrupció.

## 30 d'abril del 1993

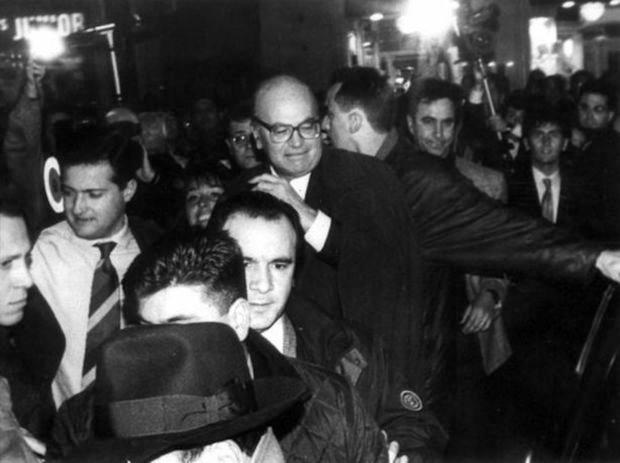
Sortida de Craxi de l'hotel San Raphaël

Bettino Craxi havia sigut perseguit per diverses convocatòries d'investigació per corrupció i finançament il·legal del seu partit. El 29 d'abril la Cambra dels Diputats havia negat la possibilitat de procedir en quatre de les sis causes en què Craxi estava imputat. Això feu que la cúpula del PSI es reunís a l'hotel San Raphaël, on el líder del partit vivia des dels anys setanta. A l'acte hi assistiren altres amics, com l'aleshores empresari Silvio Berlusconi.
El dia de 30 d'abril s'organitzaren grans manifestacions, convocades principalment pels partits de l'oposició. Bettino Craxi sortí de l'hotel San Raphaël, situat a Roma, i la gent l'esperava per escridassar-lo i manifestar-se contra les seves accions. La cridòria era notable, i llançaven objectes contra Craxi i el cotxe que se l'havia d'endur. Els manifestants llançaven monedes i bitllets de lires, i cridaven frases com Vuoi pure queste? (que en italià significa: "També les vols, aquestes?"), un gest que servia de símbol del diners robats. Fou una protesta contra la corrupció, que dominava aquella època a Itàlia, i aquell dia es convertí en un moment històric. A Craxi se li suggerí sortir per la part posterior de l'hotel, però s'hi negà i volgué enfrontar-se al grup que l'estava esperant. Berlusconi, en canvi, preferí retirar-se passant inadvertit i declarà:
| «                   | Quin respecte podem tenir per nosaltres mateixos si sent amics d'algú durant anys haguéssim de girar-li l'esquena en els moments de mala sort i dificultat? Soc amic de Bettino Craxi des de fa vint anys, i com a amic, personalment, estic content per ell. | » |
| — Silvio Berlusconi | |   |

La manifestació no només representà l'opinió de la gent sinó també el cansament de la polèmica i la injustícia. S'ha utilitzat la paraula tangentopoli per descriure la corrupció italiana en aquest període. El 30 d'abril del 1993 fou un dia simbòlic de la crisi de la corrupció, la fi de la primera República d'Itàlia i la política de Bettino Craxi.